# Исковцы (Лохвицкий район)
И́сковцы (укр. Ісківці) — село,
Исковецкий сельский совет,
Лохвицкий район,
Полтавская область,
Украина.
Код КОАТУУ — 5322682801. Население по переписи 2001 года составляло 744 человека.
Является административным центром Исковецкого сельского совета, в который, кроме того, входят сёла
Дрюковщина,
Овдиевка,
Скоробагатки и
Яблоновка.

## Географическое положение
Село Исковцы находится на берегах реки Сулица, выше по течению на расстоянии в 2,5 км расположено село Овдиевка, ниже по течению на расстоянии в 1 км расположено село Скоробагатки.

## История
- 1666 — дата основания.
- 17 июня 2014 года недалеко от села произошел взрыв на газопроводе, никто не пострадал.[2][3]

## Экономика
- Птице-товарная ферма.
- «Авангард», ООО.

## Объекты социальной сферы
- Школа.
- Больница.